# Kurtdoğmuş, Pendik
Kurtdoğmuş là một xã thuộc huyện Pendik, tỉnh Istanbul, Thổ Nhĩ Kỳ. Dân số thời điểm năm 2010 là 501 người.